# Adda
Adda er en 310 km lang italiensk biflod til Po.
Adda har sit udspring i Alperne, tæt på grænsen til Schweiz. Floden passerer undervejs fra sit udspring Comosøen, som den løber ud i ved Gera Lario i søens nordlige ende og forlader igen ved Lecco længst mod syd. 